# 토야마 코이치
토야마 코이치(일본어: 外山恒一, 1970년 7월 26일 ~ )는 일본의 정치활동가, 전위예술가, 평론가, 가수이다.

## 약력
1980년대 말~1990년대 "반관리교육"(反管理教育)을 기치로 사회운동을 시작하여 현재까지 주로 규슈지역을 거점으로 정치적 발언과 예술활동을 병행해 오고 있다. 당초에는 전후민주주의적 온건 좌파 활동가였으나, 급속히 입장을 선회하여 어린이의 권리조약 비준촉진운동을 좌파의 관점에서 격렬하게 비판하는 등, 기성좌파의 주료 반관리교육운동과 대립하면서 주류에서 고립되었다. 그 후 공격의 대상을 반관리교육운동뿐 아니라 좌파운동 전체로 확대하여, 1990년대에는 “젊은 이단 극좌파활동가”로 평가되었다.
또한 예술가로서 거리 음악가이도 하여 노상연주를 통해 수입을 벌어들이는 한편, 사루 간세키(코미디언, 가수)붐 이전부터 현재까지 히치하이크를 생활화하는 등, 독특한 캐릭터로도 알려져 있다. 그 독특한 유머센스를 살려 전위예술작품(주로 퍼포먼스 아트)을 가끔 발표 또는 실연하며, 작가로서 저작도 남기고 있다.
2001년에 헤어진 여자친구에 대한 과거의 상해죄로 기소되고, 2002년에 발생한 민사사건에서 원고대리인과 같은 사무실에 소속된 여성 변호사에 대한 명예훼손죄등으로 다시 기소되었다. 이 사건은 두 건 모두 실형을 선고받고 복역한다.
2년간의 옥중생활을 통해 우파도 좌파도 아닌 파시즘으로 전향을 선언하여 현재는 스스로 파시스트를 자칭하고 있다. 그러나 다소 무정부주의적 성향이 강하기 때문에 일각에서는 도야마 고이치를 파시스트라기 보다는 민족아나키스트로 본다.
코이치는 2007년 4월 8일에 실시된 도쿄도지사 선거에 무소속으로 출마하여, 15,059표를 득표하여 총 후보자 16명중 8위로 낙선하였다. 이 선거로 이시하라 신타로 현 도지사의 3선이 확정되었다.

## 같이 보기
- 마쓰모토 하지메
- 파시즘
- 민족 아나키즘
- 정치적 올바름
- 제3의 위치